# Pierre Mwana Kasongo
Pour les articles homonymes, voir Mwana.

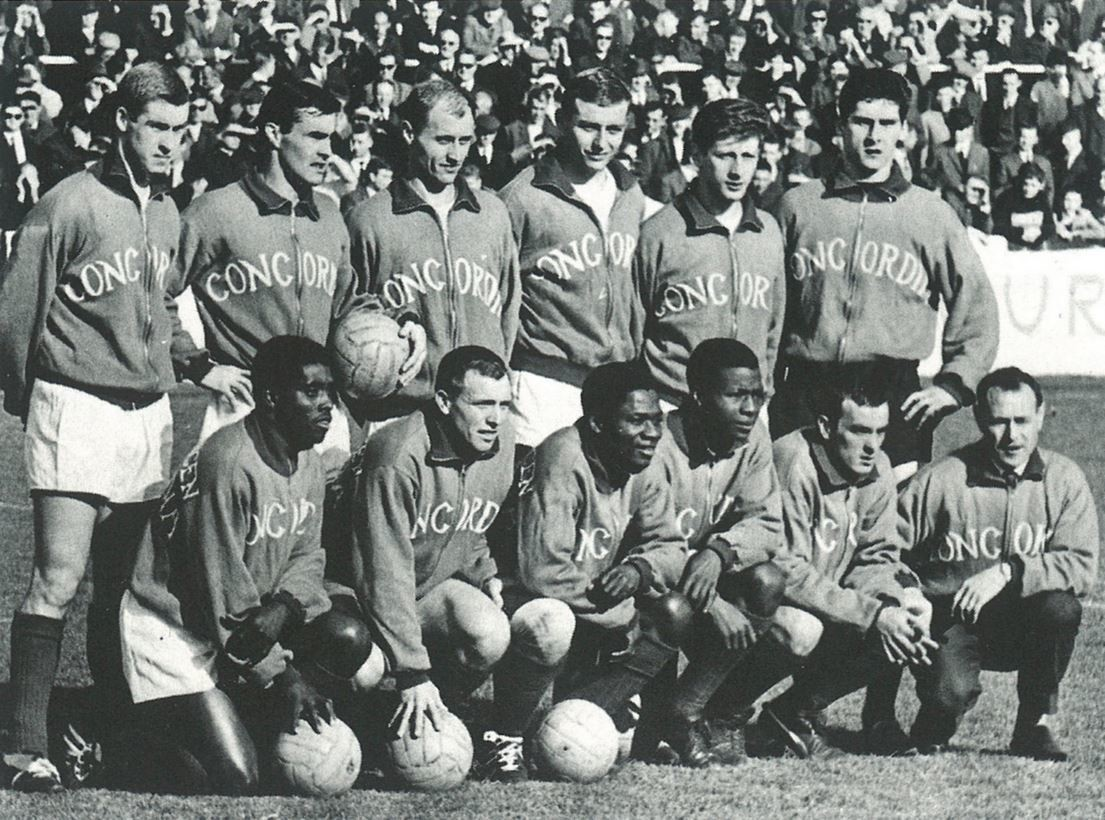
En bas à droite: Pierre Mwana Kasongo, Lambert, Bula - père du musicien Blaise Bula - Mayama, Giberto Della Brida, Breackman (soigneur) en 1965 à KAA Gent

Pierre Mwana Kasongo (également orthographié Muana), né le 10 octobre 1938 et mort le 13 janvier 1986, est un footballeur professionnel congolais. Il a joué pour l'équipe nationale du Congo, Les Léopards, entraîné d'autres équipes locales et a joué pour deux équipes belges. Il était très connu pour ses compétences, ses talents et son tempérament. Il était l'un des rares joueurs congolais sélectionnés pour aller jouer au football en Europe en 1963. Il est resté à Gand, ville portuaire et municipalité de la région flamande de Belgique. Pendant son séjour en Belgique, il a joué pour les équipes de Gantoise (1965-1967) et Verviétois (1961-1965).

## Jeunesse et carrière
Pierre Mwana Kasongo était un footballeur très habile et talentueux dont l'aptitude à jouer au football a été repérée dans son enfance. Sa mère a fait remarquer qu'il refusait de jouer avec d'autres jouets et aimait jouer avec son ballon de football. En grandissant, il avait une réputation féroce d'être une personne très colérique et était connu pour s'engager dans des combats lorsqu'il était sérieusement provoqué, mais cela n'a jamais entravé sa carrière de footballeur. Un tel tempérament lui a valu des surnoms qui lui sont restés jusqu'à sa mort tels que « Bombardier », «Volvo» et bien d'autres tels que «Mwadia Nvita». À une occasion, Kasongo s'est battu avec Bakekole Lumumba devant une salle de danse. En 1960, Kasongo a joué pour le FC St.Eloi à Elisabethville, maintenant connu sous le nom de Lubumbashi, jusqu'en 1961. Avant d'être transféré en Belgique, lui et sa femme ont eu trois enfants et deux d'entre eux ont déménagé avec lui et sa femme en Belgique. C'est également pendant son séjour en Belgique que lui et sa femme ont eu leur quatrième et cinquième enfant. En tant que jeune homme talentueux; il a été choisi pour jouer en Europe et a été transféré en Belgique en 1961 afin de renforcer les équipes belges. Avec Patrice Kimoni et Stanislas Kalamba, Kasongo a réussi à s'intégrer dans le RCS Verviers, également connue sous le nom de CS Vervietois,. Il a joué pour RCS Verviers de 1965 à 1966 et peu de temps après, il a rejoint ARA Gent, connu sous le nom de KAA Gent en juillet 1967, en restant jusqu'en 1968. En 1968, la Coupe d'Afrique des nations s'est déroulée en Éthiopie et le Congo a joué contre le Ghana en finale au stade d'Addis-Abeba sous le règne de Hailé Sélassié. Leon Mungamuni a marqué dix minutes en prolongation alors que le Congo-Kinshasa gagnait 3-2 pour atteindre la finale et affronter le Ghana. Pierre Kalala Mukendi a marqué le but du match en seconde période qui était en fait aidé par une passe arrière de Kasongo. C'est à cause de cette victoire contre le Ghana que Les Léopards ont remporté leur premier titre de la CAN. Lorsque les champions sont rentrés dans leur pays d'origine, ils ont été accueillis par Mobutu et ses ministres, dont l'ancien Premier ministre congolais Etienne Tshisekedi. Ils ont été chaleureusement accueillis et invités à prendre des photos officielles avec Mobutu. Ils étaient tous vêtus d'uniformes et étaient tous vêtus du chapeau imprimé léopard de Mobutu. À la suite de leur victoire en 1968 en CAN, le président Mobutu Sese Seko a invité Pelé et l'équipe brésilienne du FC Santos pour des matchs amicaux au Zaïre. Mwana Kasongo était l'un des joueurs de l'équipe congolaise qui a joué contre le célèbre joueur brésilien et le reste de son équipe.
Kasongo a prospéré pendant son séjour en Belgique et s'est même vu offrir une place au FC Milan ; cependant, son amour pour son pays d'origine l'a ramené au Congo Kinshasa. Il est largement admis que le président du Zaïre a trompé de nombreux joueurs belges d'origine congolaise à rentrer chez eux, avec la promesse de meilleurs salaires et d'une vie meilleure. De retour au Zaïre, Kasongo et son épouse ont laissé deux de leurs fils en Belgique avec leurs parrains et marraines avec leurs deux autres enfants nés en Belgique. Kasongo a rejoint le CS Imana à Kinshasa. Après sa carrière de footballeur professionnel, il s'est permis de retourner à Lubumbashi pour renforcer son équipe d'origine St. Eloi contre une équipe populaire TP Mazembe. St.Eloi a été sanctionné et a perdu le match. Après s'être complètement retiré du football professionnel, Mwana Kasongo a pris un poste au Katanga en tant que directeur de la Zairos SNCZ, la compagnie nationale des chemins de fer pour les chemins de fer intérieurs du Congo. Il est resté dans ce rôle ainsi que la gestion à temps partiel des équipes locales jusqu'à son décès. 
À son retour au Congo, Kasongo et sa première femme ont eu trois autres enfants ensemble. Après quelques années, sa vie personnelle a pris un tour différent et il a ensuite eu quatre autres enfants avec une autre femme. La santé de Kasongo s'est détériorée après un certain temps et il est tombé très malade vers la fin de sa vie, restant à Lubumbashi jusqu'au moment de sa mort. Ses funérailles ont été financées par l'État et parmi les participants se trouvaient des ministres, des responsables gouvernementaux et d'autres footballeurs de premier plan au Zaïre. Il est surtout connu pour son tempérament chaud et son amour pour le ballon.

## Palmarès
| CS Vervietois - Championnat de Belgique D2 : - Meilleur buteur : 1962-63 (28 buts). |  | Rép. dém. du Congo - Coupe d'Afrique des nations (1) : - Vainqueur : 1968. |